# The Rising Tied
A The Rising Tied a Fort Minor debütáló albuma. 2005. november 22-én adta ki a Machine Shop Recordings.

## Háttér
A The Rising Tied producere Shinoda, a vezető producere Jay-Z volt. Shinoda azért készítette az albumot, mert a Linkin Parkban nem tudta megmutatni, milyen a hiphop műfajában. Egy interjúban elárulta, miért ez lett az együttes neve:
A 'Fort' a zene agresszív oldalát jelenti. A 'Minor' sok dolgot jelenthet: de hogyha a zenére gondolunk, akkor sötétebb dolgokra kell gondolnunk. Az albumnak nevet akartam adni, semhogy a nevemet lássam a borítón, mert azt akarom, hogy az emberek a zenére fókuszáljanak, ne rám.

## Kiadás
A The Rising Tied legjobb helye az 51. lett a Billboard 200 toplistán. Promóciós klipet készítettek a Remember the Name-hez, a Petrifiedhoz, a Believe Me-hez, és a Where'd You Go című számhoz. 2008-ig csak a Where'd You Go lett sikeres. Az Egyesült Államokban több mint 300 000 -et, világszerte több mint 400 000-et adtak el az albumból.[forrás?]

## Számlista
1. Introduction
2. Remember the Name (feat. Styles Of Beyond)
3. Right Now (feat. Black Thought of the Roots & Styles Of Beyond)
4. Petrified
5. Feel Like Home (feat. Styles Of Beyond)
6. Where'd You Go (feat. Holly Brook & Jonah Matranga)
7. In Stereo
8. Back Home (feat. Common & Styles Of Beyond)
9. Cigarettes
10. Believe Me (feat. Eric Bobo & Styles Of Beyond)
11. Get Me Gone"
12. High Road (feat. John Legend)
13. Kenji
14. Red to Black (feat. Kenna, Jonah Matranga & Styles Of Beyond)
15. The Battle (featuring Celph Titled)
16. Slip Out the Back (feat. Mr. Hahn)

### Special Edition
17.Be Somebody (feat. Lupe Fiasco, Tak and Holly Brook)

18.There They Go (feat. Sixx John)

19.The Hard Way (feat. Kenna)

### Tour Edition
20.Petrified (Los Angeles Remix)

## Külső hivatkozások
- Hivatalos oldal